# Мокроєланчик
Мокроєла́нчик — село Амвросіївської міської громади Донецького району Донецької області, Україна.

## Загальні відомості
Відстань до райцентру становить близько 15 км і проходить автошляхом місцевого значення.
Унаслідок російської військової агресії із серпня 2014 р. Василівка перебуває на території ОРДЛО.
Село постраждало внаслідок геноциду українського народу, вчиненого урядом СРСР у 1932—1933 роках, кількість встановлених жертв — 24 людей.

## Населення
За даними перепису 2001 року населення села становило 593 особи, з них 68,8 % зазначили рідною мову українську, 28,33 % — російську та 0,51 % — вірменську мову.